# Taeniotes naevius
Taeniotes naevius là một loài bọ cánh cứng trong họ Cerambycidae.